# Шарка (болест)
Шарка је болест која се јавља на коштуничавом воћу. Изазива је вирус .

## Историјат
Болест је откривена у Бугарској на шљиви, између 1915. и 1918. године. Први рад у којем се описује под називом „шарка шљиве“ објављен је 1932, такође у Бугарској. У том раду се указује да болест изазива вирус. Већ следеће године, у Бугарској се појављује и на кајсији, а тридесетак година касније у Мађарској је откривен на брескви и кајсији. До средине осамдесетих се проширила на велики део Европе, затим је доспела до Египта, Сирије, Кипра, Индије, САД, Канаде, Аргентине, Чилеа, односно до свих земаља где се гаји коштуничаво воће.

## Последице
Шарка представља најопаснију болест шљиве и другог коштуничавог воћа у многим медитеранским и уопште европским земљама. Заражена стабла дају мањи род, а плодови су лошег квалитета или не успевају да сазру. Као и почетком друге половине 20. века, када су због вируса шарке искрчена бројна стабла „пожегаче“ и осталих осетљивих сорти на простору тадашње Југославије, шарка и данас ограничава производњу у земљама у којима је веома раширена, јер нису створене потпуно отпорне, а комерцијално прихватљиве сорте. 
Процењује се да је тренутно у Европи оболело преко 100 милиона стабала. Поред главних домаћина - шљиве, брескве и кајсије, вирус напада и нектарине, трешње, вишње и бадем, али са благим знацима болести. Такође напада и дивље врсте из рода Prunus, нарочито црни трн. За људе и животиње не представља опасност.

## Симптоми
Знаци болести могу се приметити на различитим биљним органима; лишћу, плодовима, цветовима, семену и гранама. Они зависе од врсте и сорте биљке домаћина, као и од њене старости и од типа (соја) вируса шарке. Такође, зависе и од спољашњих услова као што су температура и начин и интензитет неге воћака. Некад симптоми могу бити прикривени или се губе током сазревања.
У пролеће се на лишћу уочава прстенасто шаренило. На појединим сортама шљиве стварају се дифузне хлоротичне пеге и пруге или хлоротично шаренило, а неким сортама и цео лист пожути. На бресквама су нерви просветљени, листови се коврџају и постају асиметрични. Када се симптоми могу видети на листовима, то не значи увек да ће се тада видети и на плодовима. На неким сортама листови могу бити веома шарени, а на плодовима неће бити знакова заразе или ће бити благи. Такве сорте се убрајају у толерантне. Код оних које то нису, као што су неке сорте шљиве и кајсије, такође се уочава прстенасто шаренило и на плодовима, посебно ако је плод светлији. Такви плодови су деформисани и избраздани. На неким некротирају покожица и меснати део испод бразди. Симптоми шарке не морају бити видљиви на покожици неких сорти кајсије, али се на коштици уочава прстенасто шаренило. Заражене шљиве у високом проценту опадају пре пуне зрелости, а оне које остану на стаблу су неугледне и лошег укуса, јер се мења однос шећера и киселина. Такви плодови су смоласте, слузасте коегзистенције и осим што су неукусни за јело, неупотребљиви су за прераду јер су им производи (пекмез, ракија) накисели због већ поменуте повећане количине киселина и смањеног укупног шећера. Вирус у зависности од сорте може смањити принос до 30% и изазвати опадање плодова до 40% на око месец дана пре бербе. Опадају и оболели плодови осетљивих сорти брескви и кајсија. Симптоми се могу уочити и на цветовима. Цветови неких сорти брескви постају безбојни, а крунични листићи прекривени пругама.

## Начини борбе
Против самог вируса не постоји ефикасан лек, па постоји потреба да се болест добро проучи, како би се оболеле биљке препознале и уклониле из засада. На тај начин се онемогућава даље ширење заразе. Осим оболелих биљака, вирусе могу да преносе и лисне ваши, нарочито у пролеће и јесен.

## Законске одредбе
У Југославији, па касније и у Србији се деценијама производио садни материјал без одговарајуће, законом прописане процедуре, која је подразумевала коришћење тестираних (здравих) окаца и подлога. Тако се вирус брзо ширио. Од 2006. године Министарство пољопривреде Србије почело је редовну контролу, а доношењем Закона о садном материјалу воћака, винове лозе и хмеља постављен је и законски оквир за уређивање ове области у складу с препорукама ЕУ. Такође, исто министарство је у том периоду отпочело и финансирање пројеката у вези са производњом садног материјала.

## Толерантне сорте
Осим здравог садног материјала важан је и избор сорти воћака, које морају бити толерантне, а дају висок и квалитетан род. Испитивања указују да још нису откривене или створене потпуно отпорне сорте квалитетних плодова. Подаци о понашању појединих сорти према вирусу Plum poxшарке шљиве често су контрадикторни. Иста се описује и као осетљива и као отпорна, што зависи од региона у којем се гаји и од соја вируса који је ту доминантан.
Више од тридесет година као толерантна сорта шљиве гаји се „стенлеј“. Средином 20. века имала је важну улогу у спасавању шљиварства Србије, када је вирус шарке изазвао катастрофу оштетивши огроман број стабала неотпорне „пожегаче“. У Центру за воћарство и виноградарство у Чачку створено је више толерантних сорти, као што су „чачанска рана“, „чачанска најбоља“, „чачанска лепотица“ и „ваљевка“, које се успешно гаје не само у Србији, већ и у другим европским земљама. Последњих година признате су четири нове чачанске толерантне сорте шљива: „боранка“, „тимочанка“, „милдора“ и „крина“. У Немачкој су створене „катинка“, „елена“ и „ханита“. У овој земљи је последњих неколико година призната и нова серија отпорних и толерантних сорти као што су „јојо“ и „топ 2000“.
Такође, постоје и отпорне врсте кајсија у зависности од рејона у коме се гаје, на пример „стела“, „хендерсон“, „викот“ и „херлајн“, али све комерцијално гајене сорте брескви су мање или више осетљиве на вирус шарке.

## Превентивне мере
С обзиром да се биљни вируси не могу сузбити хемијским препаратима, неопходне су превентивне мере, које између осталог подразумевају и производњу и коришћење цертификованог (здравог) или садног материјала тестираног на вирус шарке, избор одговарајуће локације, стварање и гајење отпорних и толерантних сорти, сузбијање лисних ваши, преносилаца вируса итд.